# Ferdinand Foch
Ferdinand Foch (Tarbes, Franciaország, 1851. október 2. – Párizs, 1929. március 20.) francia katonatiszt, marsall, majd generalisszimusz, katonai teoretikus. Polgári családból származott, fiatal korában részt vett a porosz–francia háborúban, majd a politechnikum elvégzését követően 1873-ban tüzérnek állt. Elvégezte a vezérkari akadémiát, ahol később tanár, majd az intézmény igazgatója lett. 1907-ben dandárparancsnokká, majd hadosztály-, később hadtestparancsnokká léptették elő.
Az első világháború kitörését követően részt vett az Elzász-Lotharingia elfoglalásáért indított támadó hadműveletben, azonban az általa vezetett XX. hadtest súlyos veszteségeket szenvedett a Morhange melletti harcokban. Nem sokkal később a IX. hadsereg parancsnokává léptették elő, mely tisztségében részt vett a német offenzíva megállításában az 1914. szeptember 5-i első marne-i csatában. A nyugati front számos csatájában részt vett, 1917. május 5-én a francia hadsereg vezérkari főnökévé nevezték ki. 1918. március 27-én a nyugati fronton harcoló antant csapatok főparancsnokának választották. Parancsnoksága alatt az antant erők megállították a német csapatok tavaszi offenzíváját, majd pedig áttörték a német vonalakat és egészen a német határig vonultak előre. Az ő részvételével írták alá a felek az 1918-as compiègne-i fegyverszünetet, mely a fegyveres harc végét jelentette a nyugati fronton. Részt vett a versailles-i békeszerződés munkálataiban, megkötését követően azonban azt nyilatkozta: „Ez nem béke, csak fegyverszünet húsz évre”. Szavai igaznak bizonyultak, mivel húsz év és 64 nappal később, 1939. szeptember 1-én kitört a második világháború.

## Származása és korai pályafutása

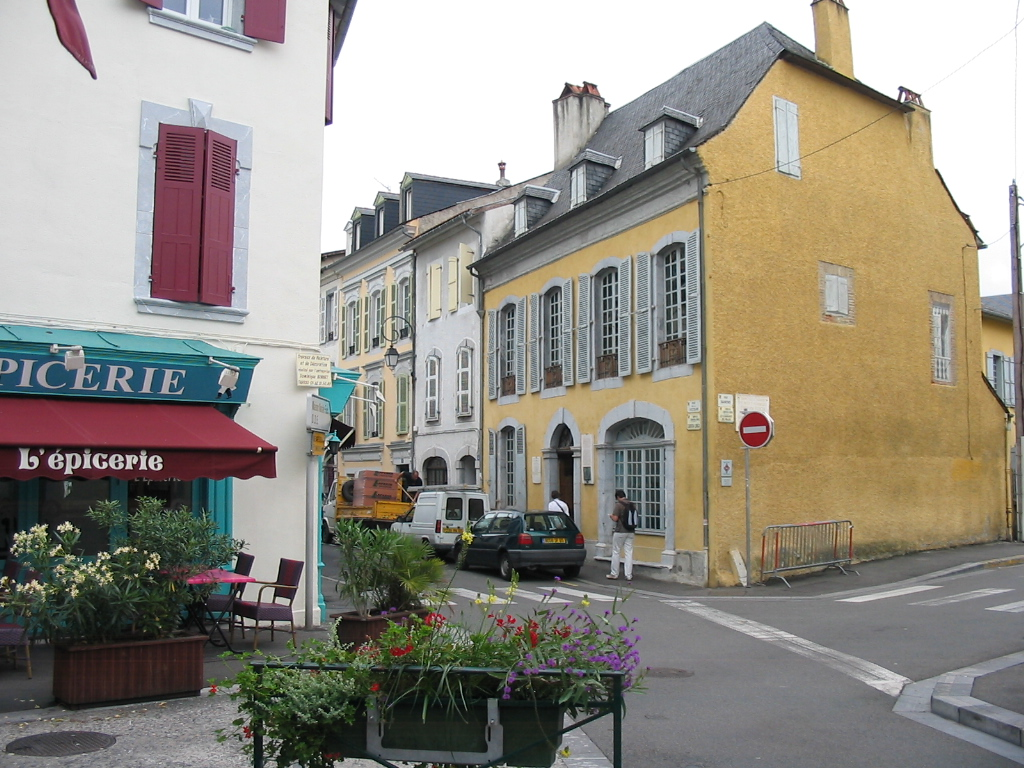
Foch szülőháza Tarbes-ban

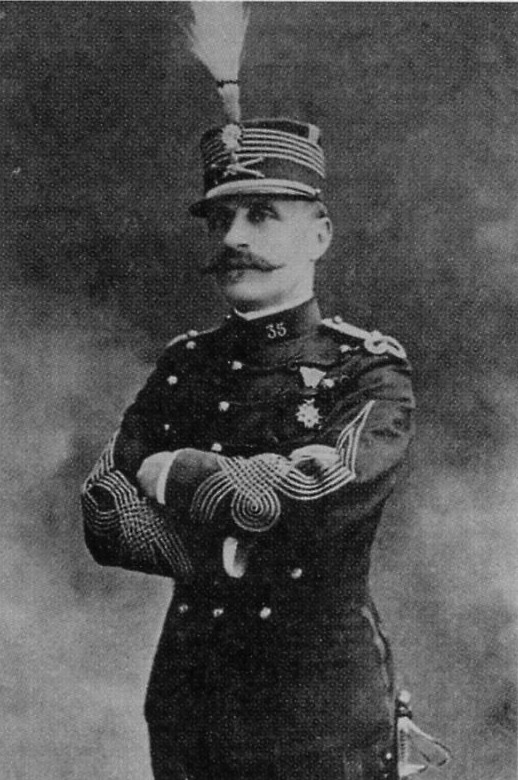
Foch 1903-ban, mint a XXXV. tüzérezred parancsnoka

Ferdinand Jean Marie Foch a Gascogne vidékén található Tarbes városkájában született 1851. október 2-án. Apja, Napoléon Foch a közeli Comminges városában volt köztisztviselő, anyja, Sophie Dupré egy francia tiszt leánya volt. A család hét gyermeke közül Ferdinand a hatodik volt. Az ifjú Foch iskoláit Tarbes-ban, Rodezben és a Saint-Étienne-ben található jezsuita kollégiumban végezte (egyik testvérét jezsuita pappá szentelték, mely tény később némiképp hátráltatta Foch előrelépését a hadseregben a köztársasági kormány antiklerikális mivolta miatt). A porosz–francia háború 1870-es kitörését követően Foch közlegényként belépett a 4. gyalogezredbe, a háborút követően azonban elhagyta a hadsereget, és beiratkozott az École Polytechnique-be. A politechnikum elvégzése után 1873-ban tüzérnek állt. 1878. szeptember 30-ától kapitány. 1885-től a vezérkari akadémián tanult, majd elvégzését követően 1895-ben ugyanezen intézményben kapott tanári katedrát.
Foch ebben az időben fontos hadtörténelmi munkásságot fejtett ki, többek közt behatóan tanulmányozta a 19. század elején alkotó porosz stratéga, Carl von Clausewitz műveit, emellett a francia hadtörténelmet is behatóan vizsgálta, így például tanulmányt készített a napóleoni háborúk időszakáról és az 1870-71-es, poroszok ellen elszenvedett csúfos kudarcról is. Foch munkásságát sokan elismerték, és generációjának egyik legnagyobb teoretikusának tartották. 1903–04 során Foch két szakkönyvet is megjelentetett, melyekben Clausewitz által lefektetett elgondolásokat követve az offenzív fellépés mellett foglalt állást, igaz, eközben a defenzívának is fontos szerepet szentelt.
1898-ban ezredesi rangot kapott, 1901-ben megvált tanári állásától és 1903-tól a Vannes-ban állomásozó XXXV. tüzérezred parancsnoka lett. 1907-től dandártábornok, és  négyéves időtartamra a vezérkari akadémia igazgatója lett. Részt vett a franciák németek elleni hadászati tervének, az ún. XVII. tervnek a kidolgozásában. Fochnak, mint a támadó szellemű francia stratégia egyik fő képviselőjének fontos szerepe volt abban, hogy az előzetes, defenzív koncepciót elvetették. 1911-től vezérőrnagy, majd 1913-ban hadtestparancsnokként a Nancyban állomásozó XX. hadtest parancsnoka lett.

## Első világháborús pályafutása

### Részvétele a határ menti csatákban és a marne-i harcokban
Foch a világháború kitörésének idején a Édouard de Castelnau tábornok vezette II. hadsereghez tartozó XX. hadtest parancsnoka volt, mely részt vett a Joseph Joffre marsall vezette Elzász-Lotharingia elleni támadásban, amit az ún. XVII. terv alapján akartak végrehajtani. A hadműveletek eleinte sikeresek voltak, francia csapatok augusztus 19-én elfoglalták Mülhausent, az a II. hadsereg sikeresen benyomult Nyugat-Elzászba és a I. hadsereg délen elfoglalta Sarrebourg-t. Joffe tábornok a kezdeti előrenyomulást látva folytatni akarta a támadást. A lotharingiai offenzívát eleve ellenző Castelnau tábornok Focht óvatosságra intette, a hadtestparancsnok azonban augusztus 20-án hadtestével előretört a Morhange városa mellett található, lankás, sekély völgynek. Foch negyvenháromezer emberével a Forêt de Cremency és a Forêt de Bride erdőségein előrenyomulva csakhamar erős ellenállásba ütköztek a terepet jól ismerő német csapatok részéről. A Morange melletti mezőre érve a német géppuskák pergőtüze súlyos veszteségeket okozott a nyílt terepen rohamozó franciák soraiban, akik legalább ötezer fős veszteséget szenvedett. Foch kénytelen volt visszavonulni, és hamarosan a térségben lezajlott gyors francia átcsoportosítás ellenére északon-és délen is kénytelenek voltak a francia hadosztályok visszavonulni. A morhangei kudarc ellenére Foch megtarthatta tisztét, és a franciák bátor támadását csodáló Joffre tábornok elismerésének köszönhetően nem sokkal később az újonnan alakult IX. hadsereg parancsnokának nevezték ki.

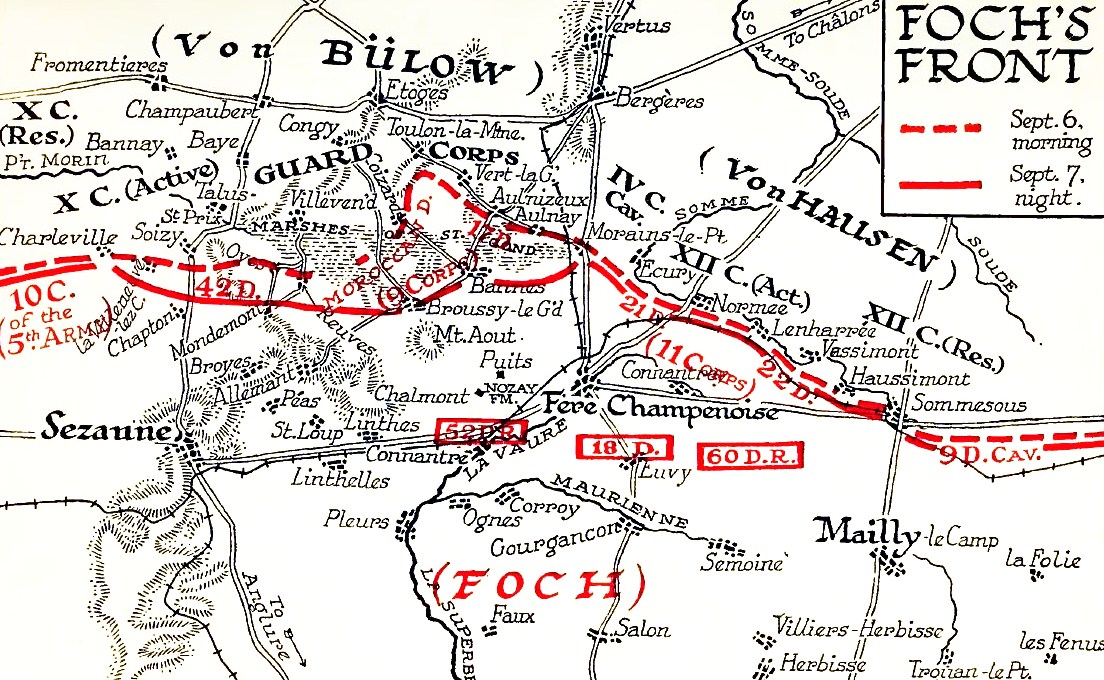
Foch csapatainak elhelyezkedése a marne-i csatában (Szeptember 6-7.)

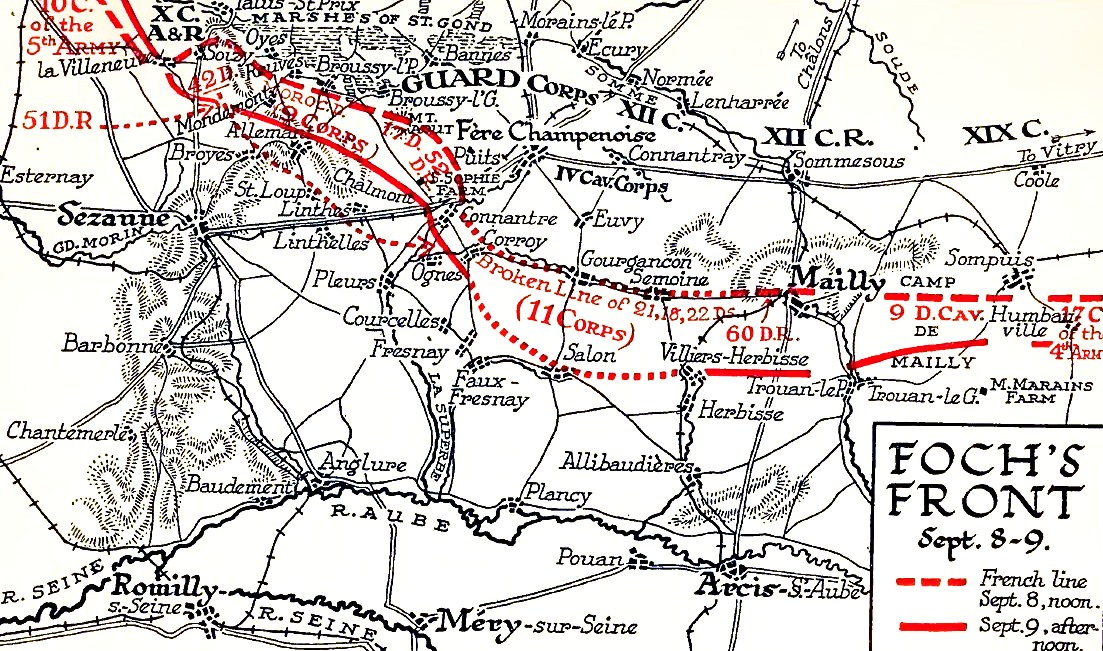
Foch csapatainak elhelyezkedése a marne-i csatában (Szeptember 8-9.)

Az elzászi kudarcot követően kibontakozó német offenzíva elől a francia csapatok kénytelenek voltak meghátrálni, és a 4., 5. és 9. francia hadsereg a brit expedíciós erőkkel együtt igyekezett rendezetten visszavonulni a először a Somme, majd Párizs felé. Focht személyes veszteségek is sújtották, mivel egyetlen fia a visszavonulást megelőző napokban elesett.  A német csapatok sikeresen átkeltek a Somme folyón, majd parancsnokuk, Helmuth von Moltke tábornagy az eddigi tervekkel ellentétben csapataival Párizs elfoglalása helyett a védősereg bekerítését akarta elérni. A franciák erőiknek hatékony átcsoportosítását követően ellentámadásba mentek át. A kibontakozó harc több száz kilométeres körzetben zajlott, eleinte váltakozó sikerrel. Foch parancsnoksága alatt a IX. hadsereg egy gerincvonalat tartott Párizstól nem messze, egy Le Petit Morin nevű folyó mögött. Ezen a sáros, mocsaras területen kellett éjszakai támadásra indulnia a hadsereg balszárnyának szeptember 6-án a korai órákban, a támadás hamar elakadt a németek ellenállása és a szinte járhatatlan terep miatt. Foch egységei a nehézségek ellenére kitartottak a meginduló német ellenlökésekkel szemben, ugyanakkor a Foch hadseregétől balra álló, Max von Hausen tábornok vezette, megfogyatkozott német III. hadsereg szeptember 8-án hajnalban sikeres támadást indított Foch csapatai ellen. A németek lerohantak két alvó francia ezredet, majd továbbnyomulva szétverték az útjukba eső tartalékos egységeket. Fochnak és vezérkarának hajnalban arra kellett ébredniük, hogy a francia IX. hadsereg teljes jobbszárnya összeomlóban van, így segítségért fordult a IV. hadsereghez, majd összefogott a Louis Franchet d’Espèrey vezette V. hadsereggel, hogy együtt támadják meg a németek szemközti szárnyát, a támadás feladására kényszerítve a németeket. A harcok közepette Foch hadseregének bal-és jobbszárnya is kezdett felmorzsolódni. Ennek ellenére a tábornok pozitívan nyilatkozott csapatai állásáról a főhadiszállásnak. A legenda szerint Foch azt nyilatkozta, hogy „A jobbszárnyamat benyomták, a bal visszavonul. Kitűnő. A közepemmel támadok.” A szorult helyzet ellenére a d’Espèrey tábornoktól erősítésként kapott egységekkel Fochnak sikerült betömnie minden rést a frontján, sőt még egy sikeres ellentámadást is végre tudott hajtani a napvégén a jobbszárnyának jobb szélén. A marne-i küzdelem egészen 12-éig folyt tovább, de végül a német csapatok a bekerítéstől tartva az egész arcvonalon a rendezett visszavonulás mellett döntöttek, így a Párizsra leselkedő közvetlen veszély elhárult.

### Harcok Ypresnél
A nagy veszteségek árán kiharcolt marne-i győzelmet követően a német erők egy része megkezdte az ún. „versenyfutás a tengerhez” nevezetű, csaták sorából álló hadműveletet, melynek célja az antant erők nyugati irányú átkarolása volt, akik szintén ugyanezzel próbálkoztak a németek ellen. A szövetségesek küzdelmének egyik kulcsfigurája Foch volt, aki az északi francia hadseregek-és a brit erők közötti koordinálásért volt felelős. Az összecsapások egyik fél számára sem hoztak valós eredményt, de a németek erők hosszú ostromot követően elfoglalták Antwerpen, és a belgiumi erőket a nyugati határ felé szorították. A német hadvezetés nem akarta megvárni, hogy a Flandriában álló francia-brit-belga erők szilárd bázist tudjanak kialakítani, ezért egy áttörési kísérlet mellett döntöttek, melynek a helyszíne Ypres (németül: Ypern) városa volt. Október 18-án a IV. és VI. német hadseregek megindították frontális támadásukat az Yprestől északra felálló belga csapatok ellen. A belga csapatok hevesen ellenálltak, azonban a német csapatoknak így is sikerült október 24-én átjutniuk az Yser-folyón. A belgák visszavonulásba kezdtek, és a zsilipkapuk megnyitásával igyekeztek lassítania a német csapatok előrenyomulását. Hamarosan francia-és brit csapatok érkeztek meg a belgák támogatására, az Aisne mellől megérkező brit csapatok folyamatos német rohamokkal néztek szembe, amik azonban mind kudarcba fulladtak.
A német támadások bár főleg Ypres ellen irányultak, október utolsó két hetében délebbre is sor került támadásokra a brit-francia erők ellen. A Brit Expedíciós Haderő frontjától délre Foch katonái a németekkel szemben újra meg újra ellentámadásba mentek át a nyomás fenntartása miatt. Október 23-án a francia gyalogság megkísérelte a korábban elvesztett Passendale visszafoglalását, azonban a támadás sikertelenül végződött. Északon a britek a németekhez hasonlóan rengeteg katonát vesztettek, a brit parancsnok, Sir John French feltűnő kimerültsége és csüggedtsége pedig annyira aggasztotta Foch tábornokot, hogy két francia hadosztályt küldött a britek támogatására. A harcok még egészen november 22-éig eltartottak, de végül nem sikerült a német csapatoknak az áttörés, melyben nagy szerepe volt Foch tábornok erélyes és ösztönző vezetésének.

### Az Északi hadseregcsoport parancsnoka
A nyugati front vonalainak megszilárdulását követően Foch tábornokot az 1915 elején létrejövő Északi hadseregcsoport parancsnokává nevezték ki. 1915. március 29-én a francia főhadiszálláson, Chantilly városában a brit-és francia parancsnokok egy offenzíva megindításáról állapodtak meg azzal a céllal, hogy az antant csapatok Arras és Lille térsége között áttörjék a német vonalat. A támadást hosszú tüzérségi előkészítést követően május 9-én kezdték meg az I. angol hadsereg és a X. francia hadsereg alakulatai. A támadás folyamán a franciák több helyen is sikeresen áttörték a német VI. hadsereg által védett frontvonalat, azonban a területnyerést nem sikerült összefüggővé tenni. A hadvezetés a támadás támogatása céljából a térségben több kisebb támadást is elrendelt, azonban a német tartalékok bevetésével a támadás végképp elakadt és Június 20-án Foch leállította a támadást.
A kudarcból a szövetséges hadvezetés igyekezett levonni a tanulságokat és ezeket megpróbálta felhasználni az ugyanezen a frontvonalon ősszel végrehajtott újabb támadás alkalmával.

### A nyugati antant csapatok főparancsnokaként
Az I. világháború kezdetén hadtest-, majd hadseregparancsnok (9. francia hadsereg). Noha a háború kitöréséig csak mint kitűnő elméleti szakembert ismerték (gyakorlatilag éles helyzetben sosem próbálhatta ki magát), 1914. szeptember 5-én a marne-i francia ellentámadás során aratott győzelem részben az ő nevéhez is fűződik: nem csak kivédte a Párizst fenyegető német támadást, de romba döntötte a németek gyors háborúba vetett elképzeléseit is. Később számos jelentős ütközetben tűnt ki, amiért 1917. május 5-én kinevezték a hadsereg vezérkari főnökévé (a főparancsnok Pétain tábornagy). 1918. március 27-én a Franciaországban harcoló valamennyi szövetséges sereg (angolok, amerikaiak, ausztrálok) fővezére lett. Nem csak megállította a németek végső támadását, de sikeres ellentámadásra váltott, amivel végső soron eldöntötte a világháború – egyébként akkor már nem kétséges – végkimenetelét. A világháború után – számos kitüntetés mellett – a Brit Hadsereg tábornagya is lett, és lengyel marsallbotot is kapott.

## Pályafutása a háborút követően

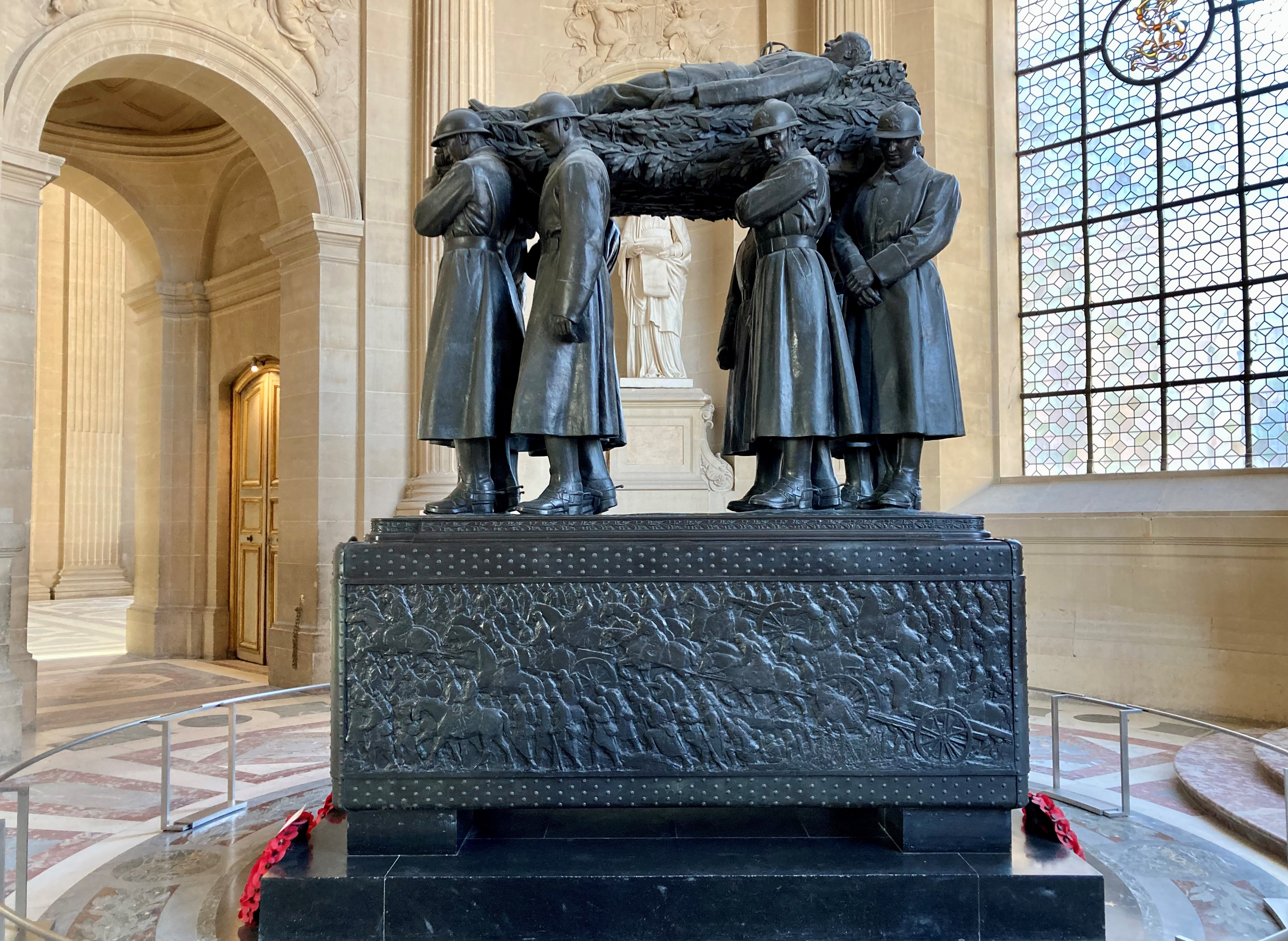
Foch sírja az Invalidusok házában

Az I. világháborút lezáró békeszerződés után nem sokkal nyilatkozta a következőket: „Ez nem béke, csak fegyverszünet 20 évre.” Alig pár hónapot tévedett.
A világháború során jó hasznát vette legendás rugalmasságának: gyakorlatilag mindig képes volt alkalmazkodni az új helyzetekhez.

## Halála
1929-ben hunyt el, földi maradványait az Invalidusok dómjában helyezték el.

## Kitüntetései, elismerései

### Franciaország
- A Becsületrend
  - Lovag – 1892. július 9.
  - Tiszt – 1908. július 11.
  - Parancsnok – 1913. december 31.
  - Főtiszt – 1914. szeptember 18.
  - Nagykereszt – 1915. október 8.
- Médaille militaire – 1916. december 21.
- Croix de guerre
- Az 1870–1871-es háború emlékérme
- Közoktatásügyért felelős tiszt

### Egyéb elismerései
- A Francia Akadémia rendes tagja
- A krakkói Jagelló Egyetem díszdoktora